# San Pedro Bercianos (kommunhuvudort)
San Pedro Bercianos är en kommunhuvudort i Spanien.   Den ligger i provinsen Provincia de León och regionen Kastilien och Leon, i den nordvästra delen av landet, 270 km nordväst om huvudstaden Madrid. San Pedro Bercianos ligger 822 meter över havet och antalet invånare är 337.
Terrängen runt San Pedro Bercianos är platt, och sluttar söderut. Runt San Pedro Bercianos är det glesbefolkat, med 20 invånare per kvadratkilometer. Närmaste större samhälle är La Bañeza, 18,2 km sydväst om San Pedro Bercianos. Trakten runt San Pedro Bercianos består till största delen av jordbruksmark.